# 熱帶性低氣壓阿芒 (2019年)
熱帶低氣壓阿芒是一個強度較弱但持續時間長的熱帶氣旋，於2019年1月在菲律宾東南部引發暴洪和山泥傾瀉。該低氣壓於1月4日在吉尔伯特群岛東北方生成為一熱帶低氣壓，並緩慢向北移動，但兩天後減弱為低壓區。其殘留轉向西移並橫越開闊的太平洋。儘管環境有利，但系統未能重新發展。1月19日，它在棉兰老岛以東近海再次達到熱帶低氣壓標準。翌日，阿芒轉向西北偏北移動，從锡亚高岛以東掠過。阿芒於1月22日在薩馬島東北方消散。
阿芒吹襲棉蘭老島東部、東米沙鄢和比科爾區，而某些地區仍從上個月烏斯曼帶來的影響中恢復過來。因此，當局保持警惕並強制撤離居民。棉蘭老島東部和薩馬島出現強降雨。阿芒直接造成八人死亡，其中七人在北阿古桑省遇上山泥傾瀉而喪生。阿芒與一道冷锋產生相互作用，為东达沃省帶來暴雨，在該省引發暴洪和山泥傾瀉。造成三人死亡，超過106,000人受災。損失達3,050萬菲律賓披索（58萬美元）。

## 氣象歷史
阿芒的起源可以追溯到1月3日，一個位於瓜加林環礁東南約530公里的對流區。其中心寬闊、不對稱且模糊不清。儘管如此，較低的风切变、良好的極地外流以及攝氏28至30度的海面溫度有利於潛在的熱帶氣旋生成。翌日，系統緩慢向北移動且其中心北側持續爆發深層對流，促使聯合颱風警報中心發布熱帶氣旋形成警報。當天稍後，聯合颱風警報中心將該系統指定為第一號熱帶低氣壓。然而，系統的對流有限且無法確定其中心的位置，因此聯合颱風警報中心於1月6日向其發出最後警告。儘管有一些零散的深層對流爆發，但中心的結構仍然混亂，熱帶氣旋預報模型預測該系統在轉向西移的幾天內不太可能重新發展。
在接下來的十天內，儘管身處攝氏28至30度、風切變較小且分流較強的水域中，但該系統仍然只有零散的對流爆發，中心仍然模糊不清，不太可能重新發展。1月18日，聯合颱風警報中心再次發布熱帶氣旋形成警報，此時系統中心已變得清晰，且深層對流在其西側爆發。1月19日，由於風切變加強，使系統中心拉長並部分外露，聯合颱風警報中心取消熱帶氣旋形成警報。儘管如此，日本氣象廳還是將其升級為熱帶低氣壓。當天稍後，菲律賓大氣地球物理和天文服務管理局將其歸類為熱帶低氣壓，並給予當地名稱“阿芒”（Amang）。翌日，阿芒轉向西北偏北移動，於菲律賓標準時間晚上8點（协调世界时中午12點）在锡亚高岛登陸。它於菲律賓標準時間1月21日早上7點30分（協調世界時1月20日世界標準時間晚上11點30分）在東薩馬省薩爾塞多再次登陸。然而，菲律賓大氣地球物理和天文服務管理局在季後分析中表示，阿芒的中心實際上仍然在海上，從未登陸。1月22日，由於風切變增強，阿芒的對流有所減弱，其中心完全外露。日本氣象廳和聯合颱風警報中心在當天都不再監測該系統，而菲律賓大氣地球物理和天文服務管理局則將其降級為低壓區。

## 防災措施及影響

菲律賓大氣地球物理和天文服務管理局對阿芒發出的風暴信號
一號風暴信號

1月12日，當阿芒仍是一低壓區且距離菲律賓還有數千公里時，菲律賓大氣地球物理和天文服務管理局就留意到該系統，並表示其可能與一道低壓槽產生相互作用，為棉兰老岛帶來降雨。隨着阿芒於1月19日逼近菲律宾南部，菲律賓大氣地球物理和天文服務管理局向南阿古桑省、北阿古桑省、南蘇里高省、北蘇里高省、迪纳加特群岛和甘米銀省發布一號風暴信號。翌日，一號風暴信號的範圍擴大至東薩馬省、薩馬省、比利蘭省、萊特省、南萊特省、保和省東部和宿霧省北部。1月21日，棉蘭老島和中米沙鄢的風暴信號被取消，而索索貢省、馬斯巴特省（包括蒂考島）和北薩馬省則接獲一號風暴信號。阿芒減弱為低壓區後，所有風暴信號均被取消。1月21日，宿翱航空的四架國內航班因惡劣天氣而取消。宿霧省和中米沙鄢各島嶼之間的海上運輸被取消。共3,354人滯留在中米沙鄢、比科爾區和東米沙鄢。南阿古桑省、北阿古桑省、蘇里高省、北蘇里高省、保和省、阿爾拜省、南甘馬粦省、北甘馬粦省、馬斯巴特省、索索貢省、比利蘭省、萊特省、北薩馬省和甲描育的學校於1月21日停課。阿爾拜省、南甘馬粦省、北甘馬粦省、索索貢省和北薩馬省的學校於1月22日繼續停課。
預計阿芒將吹襲比科爾區，而某些地區仍從上個月烏斯曼帶來的影響中恢復過來。當局強制撤離棉蘭老島、東米沙鄢和比科爾區的居民。高危地區的80,234戶家庭被迫撤離。阿芒為棉蘭老島和東米沙鄢帶來暴雨，並引發水災和山泥傾瀉。全國最高24小時降雨量為113.9毫米，出現在南蘇里高省希納圖安，而棉蘭老島東部部分地區的24小時降雨量亦超過100毫米。一條位於孔波斯特拉谷蒙卡約的高速公路因山泥傾瀉而被阻塞。三根電線桿在山泥傾瀉中倒下，導致該鎮停電。在南萊特省聖弗朗西斯科，一名男孩墜入河中後遇溺身亡。1月20日，北阿古桑省賈邦加和聖地牙哥之間的曼胡帕山（Mount Manhupaw）因暴雨而引發山泥傾瀉，八名正在尋寶的礦工受影響。意外造成四人死亡、三人失蹤，一人受傷，三名失蹤人員隨後證實遇難。共有16,574人受阿芒的影響。
此外，阿芒與一道冷锋產生相互作用，導致东达沃省至少三個城鎮在1月22日發生暴洪和山泥傾瀉。該省至少有50棟房屋被沖毀，750個家庭流離失所，19,923人被逼疏散。水災造成一人死亡、兩人受傷、另有兩人失蹤，兩名失蹤人員隨後證實死亡。全省共106,475人受災，86棟房屋在水災和山泥傾瀉中被摧毀，另有167棟房屋受損。水災和山泥傾瀉造成的總損失估計為3,050萬菲律賓披索（58萬美元）。受水災和山泥傾瀉的影響，東達沃省宣布進入災難狀態。然而，一些官員表示，該省的水災和山泥傾瀉是由雷暴引起的，與阿芒沒有直接關聯。

## 外部連結
- 聯合颱風警報中心有關第一號熱帶低氣壓的最佳路徑數據 （英語）
- 美國海軍研究實驗室有關01W.ONE （英語）